# Kiefferulus tendipediformis
Kiefferulus tendipediformis är en tvåvingeart som först beskrevs av Maurice Emile Marie Goetghebuer 1921.  Kiefferulus tendipediformis ingår i släktet Kiefferulus och familjen fjädermyggor.
Artens utbredningsområde är Belgien. Arten är reproducerande i Sverige. Inga underarter finns listade i Catalogue of Life.